# Yılmazlı, Elmalı
Yılmazlı là một xã thuộc huyện Elmalı, tỉnh Antalya, Thổ Nhĩ Kỳ. Dân số thời điểm năm 2011 là 360 người.